# Blueface
Джонатан Портер (англ. Jonathan Porter), відомий під сценічним псевдонімом Blueface Bleedem, або просто Blueface — американський репер з Лос-Анджелеса, Каліфорнія, США.  У жовтні 2018 року виконавець випустив пісню «Respect My Crypn» та завдяки незвичному стилю репу і високому голосу став вірусним інтернет-мемом.

## Біографія
Народився 20 січня 1997 року в Лос-Анджелесі, штат Каліфорнія. Своє дитинство провів у Західному Лос-Анджелесі, де змінив декілька різних початкових шкіл, перш ніж переїхав зі своєю матір'ю в долину Сан-Фернандо, а згодом й в Окленд, де жив разом зі своїм батьком.  Після переїзду до долини Сан-Фернандо, Портер почав навчання в середній школі Арлета, де 2014 року став основним квотербеком (ріст 193 см, вага 72 кг) шкільної команди з американського футболу. Ще в юному віці почав проявляти зацікавлення до музики й до хіп-хопу зокрема, слухаючи таких реп-виконавців як: 50 Cent, The Game і Snoop Dogg.

## Кар'єра
У січні 2018 Джонатан почав читати реп під сценічним псевдонімом Blueface Bleedem, натякаючи на свій зв'язок з бандою School Card Crip. Залишивши свою футбольну кар'єру в коледжі, Джонатан мав намір повернутися до Лос-Анджелеса. Плани змінилися, коли Портер навідався до студії Лаудіано, свого друга та майбутнього продюсера, щоб повернути зарядку, але після кинутого виклику прочитати реп на біт, Джонатан почав співпрацювати з Лаудіано та згодом випустив свою дебютну пісню «Dead Locs», яку завантажив на Soundcloud. У червні 2018 року світ побачив його перший мікстейп — «Famous Cryp». У вересні 2018 року вийшов його другий міні-альбом «Two Coccy», публікація якого відбулася на таких платформах як Soundcloud і Spotify.
8 жовтня 2018 року Blueface випустив відеокліп «Respect My Crypn» на каналі WorldstarHipHop у Ютубі, а незабаром відбулася публікація пісні в Twitter, де вона стала вірусним мемом завдяки незвичному флоу виконавця і високого тону його голосу. Користувачі порівнювали його голос з голосом мультиплікаційного персонажа Куража, боягузливого пса. Популярність кліпу привела до того, що музика виконавця стала відомою і впізнаваною, а такі пісні як «Thotiana» і «Next Big Thing» заново привернули до себе увагу слухачів.
У листопаді 2018 року Blueface підписав контракт із «Cash Money West», філією студії звукозапису «Cash Money Records» та розмістив на своїй сторінці в Інстаграмі відео, де він знаходиться у студії разом із Drake і Quavo. У грудні 2018 року Blueface знову став вірусним завдяки відео що демонструє уривок з його нової пісні «Bleed It», виконану під акомпанемент Ейнера Бенксом, який грав на укулеле. Виконавець випустив пісню два дні потому на ютуб-каналі режисера Коула Беннетта — Lyrical Lemonade, де кліп зібрав понад 2 мільйони переглядів всього за перші 24 години.
У січні 2019 року Скотт Сторч здійснив прев'ю спільної роботи Портера і маямського репера Lil Pump'а під назвою «Bussin». 26 січня 2019 року трек  «Thotiana» посів 75 сходинку хіт-параду Billboard Hot 100. 

## Дискографія

### Студійні альбоми
- Find the Beat (2020)

### Мікстейпи
- Famous Cryp (2018) увійшов до списку хіт-параду Billboard 200
- Two Coccy  (2017)

### Сингли
| Назва      | Рік  | Сходинка хіт-параду | Сходинка хіт-параду | Сходинка хіт-параду | Сходинка хіт-параду | Альбом       |
| Назва      | Рік  | US                  | US R&B/HH           | CAN                 | NZ Hot              | Альбом       |
| ---------- | ---- | ------------------- | ------------------- | ------------------- | ------------------- | ------------ |
| «Bleed it» | 2018 | —                   | —                   | —                   | —                   | В очікуванні |
| «Thotiana» | 2018 | 66                  | 35                  | 91                  | 21                  | Famous Cryp  |